# Eugene Goodman

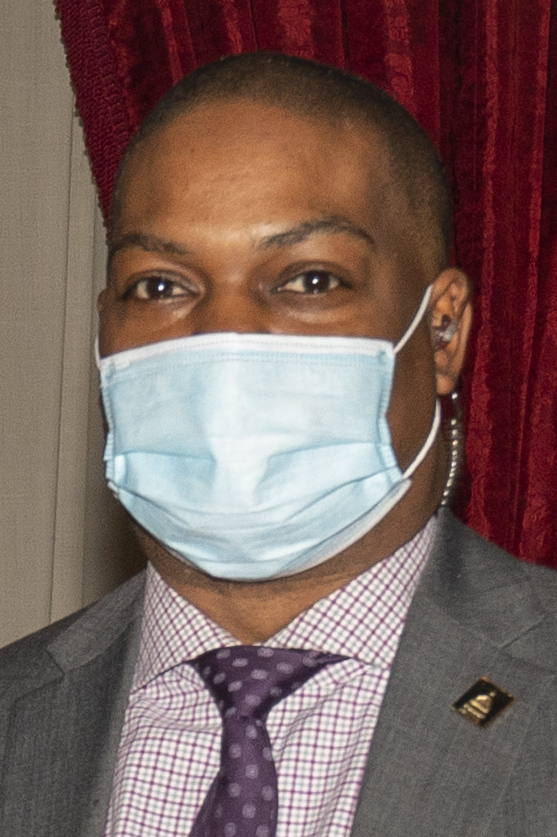
Eugene Goodman

Eugene Goodman (* um 1980) ist ein US-amerikanischer Polizist (USCP), Armee-Veteran und Träger der Congressional Gold Medal. Sein Handeln beim Angriff von Trumpanhängern gegen den US-Kongress bewahrte dort mutmaßlich zahlreiche Politiker vor einer direkten Konfrontation mit dem anstürmenden aggressiven Mob.

## Leben
Goodman wurde um das Jahr 1980 geboren und wuchs in Washington, D.C. auf. Von 2002 bis Dezember 2006 diente er in der United States Army (zuletzt als Sergeant), was auch einen Einsatz im Irakkrieg einschloss. 2009 wurde er bei der Kapitolspolizei  (USCP) in Washington angestellt.
Nach dem gewaltsamen Eindringen des aufständischen Mobs in das Kapitol am 6. Januar 2021 provozierte Goodman die Angreifer absichtlich und lockte sie so vom Eingang des Senatssaales weg, wo sich weitere Kräfte der Kapitolspolizei noch gemeinsam mit US-Senatoren befanden, während die Evakuierung der Senatskammer bereits angelaufen war. Goodman verzögerte damit das Eindringen der Aufständischen in den Sitzungssaal um mehrere Minuten, und die Aufrührer trafen später keinen Politiker mehr an. Zudem erlaubte sein Manöver eine unbehelligte Flucht von US-Vizepräsident Mike Pence, der sich nach Medienberichten nur wenige Meter von der Stelle befand, wo Goodman die Angreifer ablenkte. Bei späteren Ehrungen wurde auch auf weitere Aktionen Goodmans verwiesen: So warnte Goodman bereits zuvor im Vorbeilaufen Senator Mitt Romney vor einer drohenden Begegnung mit Aufständischen und bewog Romney so zur Umkehr.
In den Tagen nach seinem Eingreifen vermied Goodman Medienauftritte und Interviews, und auch sein Bekanntenkreis schützte seine Privatsphäre, während Goodman für sein Handeln weithin gefeiert und gelobt wurde, da Aufnahmen eines Huffington-Post-Kameramanns mit ihm unmittelbar nach dem Aufstand in den sozialen Medien kursierten. Goodman durfte Kamala Harris bei der Amtseinführung von Joe Biden am 20. Januar 2021 als geschäftsführender Stellvertreter des Sergeant at Arms of the United States Senate eskortieren.
Bereits am 13. Januar 2021 wurde er im Repräsentantenhaus für die Congressional Gold Medal vorgeschlagen; diese Auszeichnung wurde ihm dann vom Senat am 12. Februar 2021 – unter stehenden Ovationen aller Anwesenden – einstimmig zugesprochen. Dies geschah in einer Sitzung während des Zweiten Impeachmentverfahrens gegen Donald Trump.